# Платереско

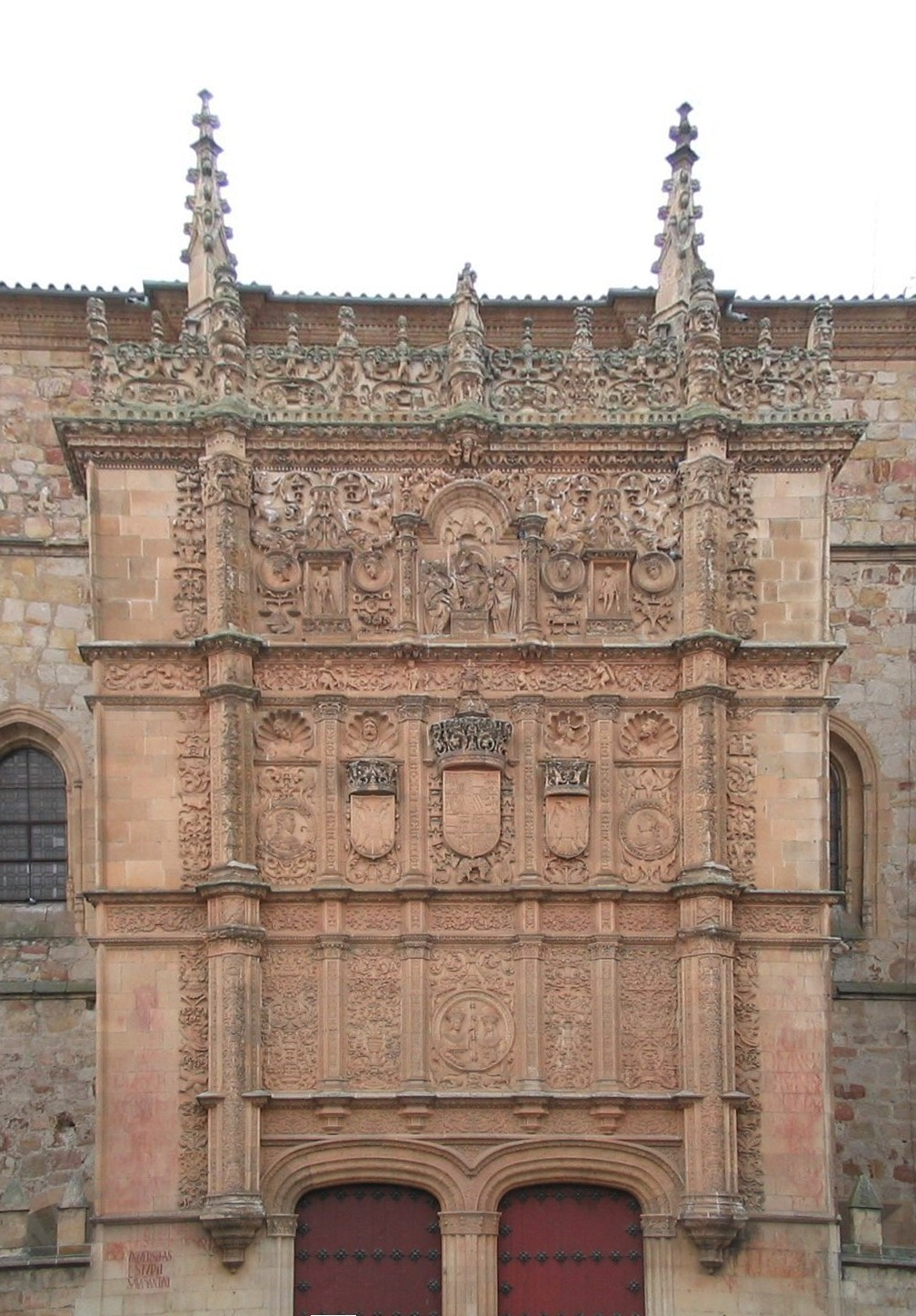
Фасад здания Университета в Саламанке. 1515—1534. Архитектор Р. Хил де Онтаньон

Платере́ско (исп. Plateresco — чеканный, узорчатый; plateria — ювелирное искусство, чеканное дело.; ст.-исп. platina — серебряная тарелочка, разменная серебряная монета) — историко-региональный архитектурный стиль, занимающий господствующее положение в испанской культуре первой трети XVI века. Считается испанской разновидностью ренессансной архитектуры, сложившейся под влиянием традиций средневекового испано-мавританского зодчества, декоративного и ювелирного искусства, в частности, серебряных дел мастеров. Отсюда название. Платереско — стиль раннего испанского Ренессанса времени правления короля Карла I из дома Габсбургов (1516—1556). В этом причудливом стиле отразились богатство и роскошь недолгого «золотого века» Испании, самой могущественной страны Европы: от открытия Нового Света Христофором Колумбом (1492) до гибели Великой армады (1588). Этот стиль характеризуют также как сочетание «чувственного великолепия и красочной щедрости».
Отличительная черта стиля платереско — обильное использование измельчённых орнаментальных элементов. В 1563 году с началом строительства монастыря Эскориал под началом архитектора Хуана де Эррера архитектура начинает очищаться от декоративных излишеств и на Пиренейском полуострове распространяется новый стиль — эрререско. Однако в XVIII веке традиции платереско были возобновлены в Мексике в стиле нео-платереско.

## История термина
Вначале термин использовали исключительно в отношении художественных ремёсел, привнесённых в Испанию маврами: чеканки по серебру с чернением узора, изготовлением сосудов и больших блюд, аналогично знаменитым испано-мавританским фаянсам. К архитектуре термин «платереско» впервые применил в XVII веке испанский историк Диего Ортис де Суньига, описывая Севильский кафедральный собор и подразумевая тонкое, подобное ювелирному, украшение здания.

## Описание стиля
Стиль прошёл в своем развитии две стадии. Ранняя стадия — конец XV века. Иначе — исабелино, в честь королевы Изабеллы, супруги короля Фердинанда (другое название: «стиль католических королей»). Не следует путать с исабелино XIX века, по имени Изабеллы II. В этот период сильны готические традиции, также присутствуют мавританские, но в целом это было смешение разных стилей. В этот период на Пиренеях политические и религиозные антагонизмы между испанским и арабским народами сосуществовали с их культурным взаимодействием. Постепенно усиливалось влияние на архитектуру Испании классических форм искусства Италии: ордерные элементы, орнаментированные пилястры, статуи в нишах, гирлянды, пальметты и раковины, гротески. Но эти итальянизмы сочетаются с типично мавританскими «ковровыми композициями». Такие «ковры» как бы навешивали на фасад здания. Причём заимствование отдельных элементов итальянской ордерной архитектуры, как и мавританские мотивы, не затрагивали традиционную готическую композиционную основу здания. Традиции готики, стилевые течения платереско и нарождающегося классицизма существовали и развивались параллельно, взаимодействуя друг с другом. Значительными в стиле платереск были местные народные традиции резьбы по камню и дереву. Поэтому «включение новых ренессансных элементов в местную, ещё во многом средневековую архитектурную систему, производит впечатление не эклектического смешения традиций, а их органического слияния в целостный художественный образ». Позднее, при короле Филиппе II (1556—1598) итальянизирующие тенденции стали определяющими.

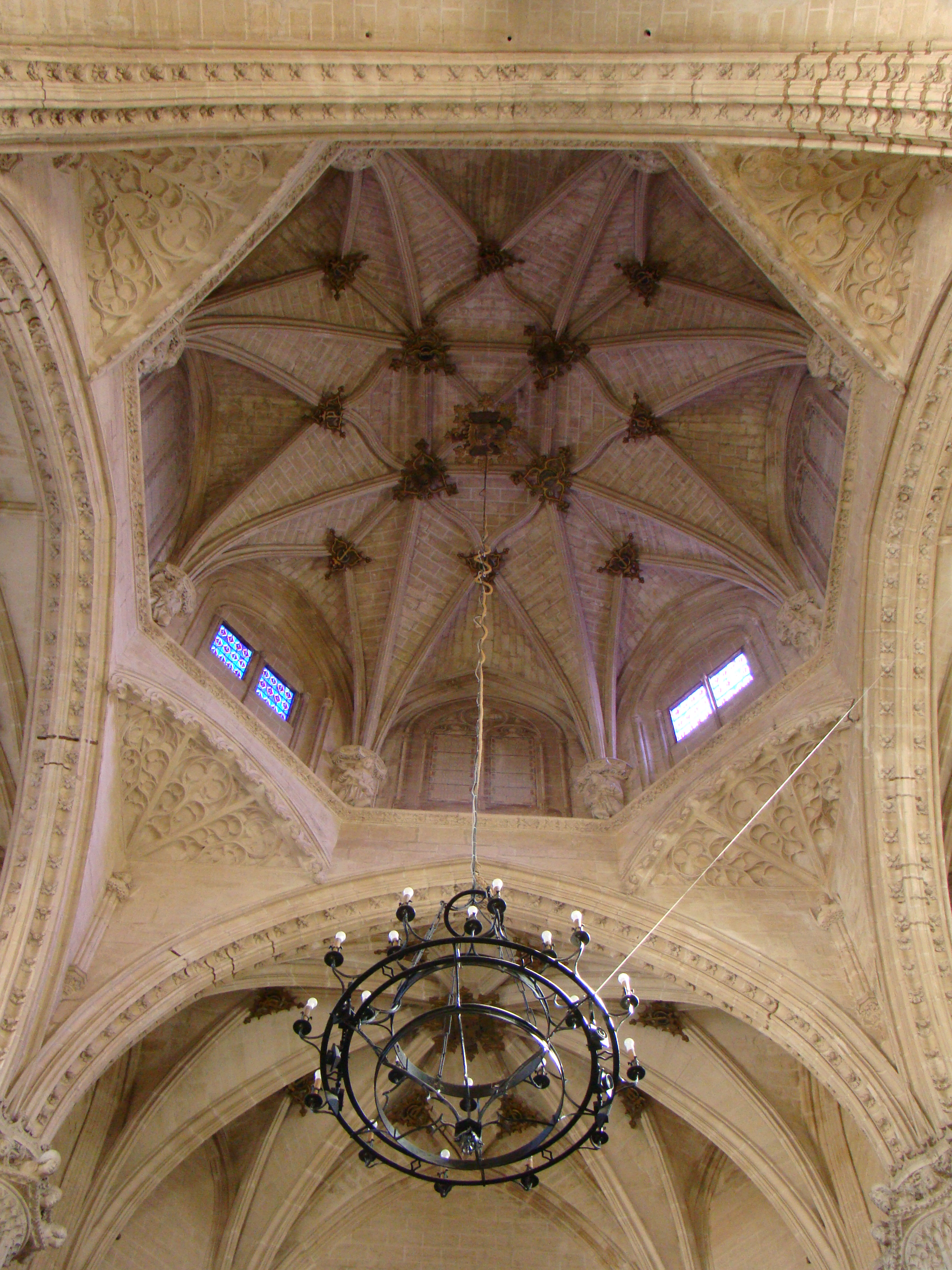
Своды церкви монастыря Сан-Хуан-де-лос-Рейес

В XV—XVI веках в Испании строили в основном небольшие церкви, усыпальницы королей, к старым грандиозным готическим соборам пристраивали великолепные капеллы.
Первые признаки нового стиля появляются в интерьере церкви Сан-Хуан-де-лос-Рейес (1476) в Толедо. Архитектор Хуан де Гуас вводит в интерьере в перекрытии свода мавританский мотив — восьмиконечную звезду, хотя внешне собор по-готически строг и традиционен. Церковь Сан-Пабло и капелла Сан-Грегорио в Вальядолиде (кон. XV в.) имеют плоские стены, украшенные мелкой ажурной резьбой, портал имеет готические формы, внутри двора — аркада с мавританскими мотивами орнамента. Ещё один образец — дворец герцога Инфантадо в Гвадалахаре (1480—1493), автор — Хуан де Гуас.

Зрелая стадия платереско — XVI век. Главные изменения происходили в композиции фасадов, которые украшали классическими архитектурными и скульптурными формами, барельефами, бюстами, статуями античных богов. Наиболее известным архитектором был Хуан де Алава. Крупнейшие памятники: Дворец герцогов Монтеррей в Саламанке (архитектор Родриго Хиль де Онтаньон, 1539—1553), Университет Саламанки (1515—1533), Дом с ракушками (1493—1517), университет в Алькала-де-Энарес (1540—1559), Севильская ратуша (1527). Архитекторы — Родриго Хиль де Онтаньон, Диего де Риольо. 

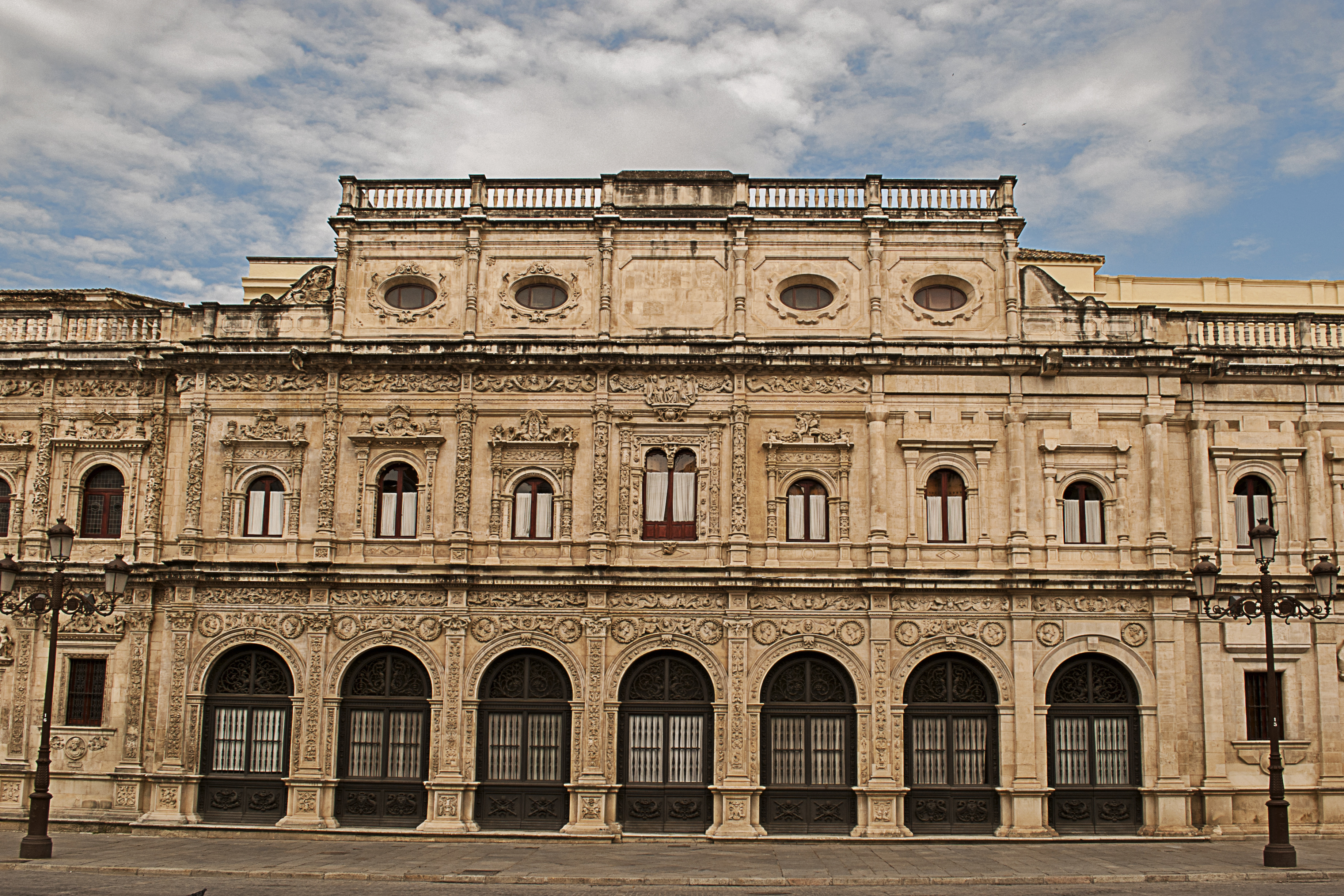
Севильская ратуша (1527)

В отличие от сводного живописного декора раннего платереско в этих образцах выражена ясная логическая система вертикальных и горизонтальных членений композиции с обозначенным центром в каждом ярусе. Портал здания Университета в Саламанке скомпонован как традиционное средневековое ретабло, в виде высокой стенки, заполненной рельефным орнаментом. Не случайно одно из самых знаменитых ретабло собора в Севилье (1482—1564) из резного и золочёного дерева также представляет собой шедевр стиля платереско. Этот стиль распространился на оформление церковных и светских интерьеров, резную деревянную мебель, церковную утварь, вышитые парчовые ткани. В этом отношении характерна техника «аль эстофадо» (исп. al estofado — нарядный, вышитый) — узорчатая роспись по золотому фону в подражание золо́тному шитью. Её в изобилии применяли в ретабло, в украшении стенных панелей и в мебели. Особенности стиля платереско нашли отражение и в скульптуре.
В провинции этот стиль имел отпечаток местных традиций. Стиль платереско испанцы экспортировали в колонизированные ими страны Латинской Америки.